# منتزه أوراكي/جبل كوك الوطني
منتزه أوراكي/ جبل كوك الوطني: في نهاية العصر الجليدي الأخير منذ حوالي 13000 عام، كانت العديد من الأنهار الجليدية في الحديقة روافد لنهر جليدي أكبر بكثير يغطي وادي هوكر ووادي تسمان بمئات الأمتار من الجليد. وصل هذا النهر الجليدي إلى ما وراء الطرف الجنوبي لبحيرة بوكاكي الحالية، حتى 40 كـم (25 ميل) جنوب أوراكي/ منتزه جبل كوك الوطني. ومع تراجعها، ملأت الوديان المجوفة، تاركة وراءها الوديان على شكل حرف U التي نراها اليوم في الحديقة الوطنية. قام المساحون والمستكشفون الأوروبيون الأوائل بمغامرة في المنطقة الجبلية المحيطة بأوراكي/ جبل كوك منذ خمسينيات القرن التاسع عشر. سُميت العديد من المعالم الجغرافية في الحديقة الوطنية من قبلهم أو تيمنًا بهم. أقر قانون تسوية مطالبات نجاي تاهو في أكتوبر 1998، واعترف بالأسماء الأصلية لبعض المعالم الجغرافية، مما أدى إلى إرساء أسماء مزدوجة إنجليزية/ ماورية.
تضم حديقة أوراكي/جبل كوك الوطنية أكثر من أربعمائة نوع من النباتات، من بينها أكثر من مائة نوع مُستورد. كما تحتوي الحديقة على نحو خمسة وثلاثين نوعًا من الطيور، من أبرزهاطائر السنونو الأسود النادر وطائر البيواوواو. الطريق الوحيد المؤدي إلى الحديقة هو الطريق السريع رقم 80، والذي يبدأ على بُعد 65 كيلومترًا (40 ميلًا) قرب بلدة تويزل، وهي أقرب بلدة إلى المتنزه، ويمتد مباشرة إلى قرية جبل كوك على الضفة الغربية لبحيرة بوكاكي. ويقع مطار ماونت كوك، وهو مطار صغير، على بُعد 5 كيلومترات (3.1 ميل) جنوب شرق قرية جبل كوك داخل الحديقة الوطنية.
تُعد حديقة أوراكي/جبل كوك الوطنية وجهة سياحية معروفة، وتضم العديد من مسارات المشي، أبرزها مسار هوكر فالي، وهو مسار قصير نسبيًا يستغرق نحو ثلاث ساعات لإكماله. كما تحظى الحديقة بشعبية واسعة بين مصوري الفلك ومراقبي النجوم نظرًا لانخفاض مستويات التلوث الضوئي فيها. وقد صٌنفت المنطقة التي تشمل منتزه أوراكي/جبل كوك الوطني وحوض ماكنزي كمحمية أوراكي ماكنزي الدولية للسماء المظلمة في يونيو 2012. واُستخدمت الحديقة الوطنية أيضًا كموقع تصوير لعدد من الأفلام.

## تاريخ

### تاريخ الماوري المبكر
في الأساطير الماورية، كان أوراكي أحد أبناء راكي، الأب السماوي. وتروي إحدى نسخ الأسطورة أن أوراكي نزل من السماء على متن زورق مع ثلاثة من إخوته—راكيروا، وراكيروا، وراراكيروا—لزيارة زوجة والده الجديدة، باباتوانوكو. إلا أن الواكا (الزورق) انقلب، فصعد الإخوة فوق الزورق المقلوب، وتحولوا إلى جبال: أوراكي/جبل كوك، وراكيروا (جبل دامبير)، وراكيروا (جبل تيشيلمان)، وراكيروا (جبل تسمان). أما الزورق نفسه، فقد تحول إلى جبال الألب الجنوبية (مرتفعات البحر اللامعة).
على الرغم من عدم وجود دليل على استيطان دائم أو مؤقت للماوري داخل الحديقة الوطنية، فقد عُثر على بعض القطع الأثرية وآثار لنباتات محترقة في حوض ماكنزي القريب. قد تكون هذه الآثار مرتبطة بجماعات بدوية كانت تمضي بعض الأشهر في المنطقة لصيدطائر الموا أو في صراعات مع مجموعات أخرى. وكان الماوري يشعلون النار في غابات التوتارا لمساعدتهم في صيد الموا وجمع الغذاء، خصوصًا الويكا والثعابين البحرية والكيور، قبل التوجه نحو الساحل الغربي بحثًا عن البونامو.
في عام 1896، كتب متسلق الجبال آرثر هاربر أن شعب الماوري كان يشعر بخوف عميق من الجبال، ويفضل البقاء في قاع الوديان. ومع ذلك، كان لدى الماوري معرفة دقيقة بالمعالم المختلفة في المناطق الجبلية العالية، بما في ذلك مصطلحات خاصة لأنواع متعددة من الجليد والثلوج. ويعتقد المؤرخ يوهانس كارل أندرسن أن الماوري ربما كانوا يعبرون السلسلة الجبلية الرئيسية، الواقعة على الحدود الشمالية لمنتزه أوراكي/جبل كوك الوطني، لأغراض تجارة البونامو.

### التاريخ اللاحق

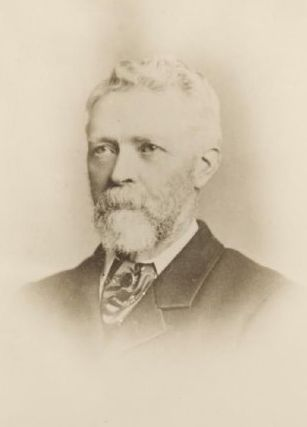
سُميت العديد من المعالم الجغرافية في المنطقة على يد المستكشفين الأوائل أو باسمهم، مثل مسار سيلي تارنز الذي سُمي على اسم إدوارد سيلي.

وفقًا لسجلات المستكشف آبل تسمان، فمن المرجح أنه وطاقمه رصدوا جبال الألب الجنوبية في ديسمبر 1642 من بحر تسمان بالقرب من باريتاون. في عام 1770 أبحر الكابتن جيمس كوك على طول الساحل الغربي للجزيرة الجنوبية. لقد رصد جبال الألب الجنوبية وأطلق عليها اسمًا، ولكن من المحتمل أنه لم يرصد أوراكي. سُميت أوراكي باسم جبل كوك من قبل الكابتن ستوكس من سفينة المسح إتش إم إس أكيرون في عام 1851، تكريمًا لرحلة جيمس كوك حول نيوزيلندا. في عام 1998، اعترف قانون تسوية مطالبات نجاي تاهو رسميًا بالأسماء الأصلية للميزات الجغرافية لتاكيوا (المنطقة القبلية) في نجاي تاهو، مما أدى إلى إنشاء أسماء مزدوجة باللغتين الإنجليزية والماورية مثل كيريكيريكاتاتا/ سلسلة جبال جبل كوك وهاوبابا/ نهر تاسمان الجليدي.
وفقًا لسجلات المستكشف آبل تسمان، فمن المرجح أنه وطاقمه رصدوا جبال الألب الجنوبية في ديسمبر 1642 من بحر تسمان بالقرب من باريتاون. في عام 1770، أبحر الكابتن جيمس كوك على طول الساحل الغربي للجزيرة الجنوبية. لقد رصد جبال الألب الجنوبية وأطلق عليها اسمًا، ولكن من المحتمل أنه لم يرصد أوراكي. سُميت أوراكي باسم جبل كوك من قبل الكابتن ستوكس من سفينة المسح إتش إم إس أكيرون في عام 1851، تكريمًا لرحلة جيمس كوك حول نيوزيلندا. في عام 1998، اعترف قانون تسوية مطالبات نجاي تاهو رسميًا بالأسماء الأصلية للميزات الجغرافية لتاكيوا (المنطقة القبلية) في نجاي تاهو، مما أدى إلى إنشاء أسماء مزدوجة باللغتين الإنجليزية والماورية مثل كيريكيريكاتاتا/ سلسلة جبال جبل كوك وهاوبابا/ نهر تاسمان الجليدي.
كان لدى الأوروبيين اهتمام بالحديقة الوطنية منذ خمسينيات القرن التاسع عشر؛ ازداد التقدير العام للمناطق الجبلية المحيطة بأوراكي/ جبل كوك مع الخرائط والتقارير التي أنتجها المساحون والمستكشفون الأوروبيون الأوائل. استكشف يوليوس فون هاست المنطقة الواقعة عند رأس بحيرات تيكابو وبوكاي وأوهاو في عام 1862، فجمع العينات ورسم الخرائط وكتب تقارير شاملة عن ملاحظاته، وبدءًا من عام 1867، استكشف المساح إدوارد سيلي العديد من الأنهار الجليدية. سُميت العديد من القمم والأنهار الجليدية وغيرها من المعالم الجغرافية في المنطقة على يد هؤلاء المستكشفين الأوائل أو باسمهم، مثل مسار سيلي تارنز الذي سمي على اسم إدوارد سيلي ونهر مويلر الجليدي الذي سمي على اسم فرديناند فون مولر.
كما زاد التقدير العام للجبال مع بدء تداول صور المنطقة. قام الفنانون برسم الصور، وفي الفترة من 1867 إلى 1870 قام سيلي بتصوير منطقة جبل كوك. في عام 1873، قام حاكم نيوزيلندا آنذاك، السير جورج بوين، بزيارة منطقة جبل كوك، مما أدى إلى زيادة أهمية المنطقة. خُصصت أجزاء من منتزه أوراكي/ جبل كوك الوطني لأول مرة كمحمية ترفيهية في عام 1885، وأُنشأ المنتزه الوطني في أكتوبر 1953.
في عام 1990، أصبحت الحديقة (إلى جانب ويستلاند تاي بوتيني، وجبل أسبيرينغ، ومتنزهات فيوردلاند الوطنية) جزءًا من موقع تي واهيبونامو للتراث العالمي، وهو أول مكان في نيوزيلندا يحصل على وضع التراث العالمي. في أعقاب التسوية بين نجاي تاهو والتاج في أكتوبر 1998، عُدلت عدد من أسماء الأماكن في الجزيرة الجنوبية بموجب قانون تسوية مطالبات نجاي تاهو لعام 1998 لتشمل أسمائها الماورية. غُيرت اسم القرية الجبلية والحديقة الوطنية رسميًا من جبل كوك إلى أوراكي/ جبل كوك.

## روابط خارجية
- أوراكي/حديقة جبل كوك الوطنية
- موارد تعليمية لمنتزه أوراكي/جبل كوك الوطني لعام ٢٠١٠ (مؤرشف)
- جبل كوك: هل الوصول إلى القمة يفوق المخاطر؟